# Tanaka Ōdō
En aquest nom japonès, el cognom és Tanaka.
Tanaka Ōdō (田中王堂, Tomioka, 1867-Tòquio, 9 de maig de 1932) va ser un filòsof i crític japonès que va promoure la filosofia occidental del pragmatisme al Japó.
Després d'estudiar anglès, el 1889 va ser enviat als Estats Units a estudiar. Primer va assistir al Col·legi de la Bíblia, un seminari teològic a Kentucky, i més tard a la Universitat de Chicago. Va ser influenciat profundament per diversos filòsofs estatunidencs com William James, George Santayana, però va destacar especialment la influència de John Dewey. D'aquests filòsofs va adoptar les idees del pragmatisme, el qual va combinar amb especial èmfasi amb el simbolisme, creant així una filosofia única i genuïna.
Quan va tornar al Japó, va dedicar bona part del seu temps a l'estudi i a la propagació d'aquesta nova filosofia d'arrel occidental. La base de la seva filosofia és un esperit crític derivat de la combinació de funcionalisme, simbolisme i instrumentalisme, per tal que fos útil a la societat japonesa, i utilitzà aquesta filosofia pragmàtica per atacar el naturalisme, moviment literari que va ser molt popular els darrers anys del període Meiji. D'altra banda, defensà la idea de la implantació de la democràcia i que havia de basar-se en l'individualisme, els drets civils i dels treballadors, el dret a vot de les dones i el matrimoni igualitari.
El febrer de 1919 es va casar amb Takanashi Taka, una mestra d'anglès i sociòloga que també va fer viatge d'estudis als Estats Units.
Va escriure nombroses obres, incloent-hi Shosai yori Gaitō ni, Tetsujin Shugi, Waga Hitetsugaku, Kaizō no Kokoromi, Tettei Kojin Shugi i Shōchō Shugi no Bunka e. Posteriorment, les seves obres completes van ser recollides en quatre volums anomenats Tanaka Ōdō Senshū. Després va abandonar els cercles literaris i va esdevenir professor a les Universitats de Waseda i Rikkyō, des d'on va promoure el pragmatisme de l'escola de Chicago, i també l'individualisme liberal democràtic.